# Anne Hamilton, 2. Countess of Ruglen
Anne Hamilton, 2. Countess of Ruglen (* 5. April 1698 in Cramond; † 21. April 1748 in York) war eine schottische Adlige.
Sie war die Tochter von John Douglas-Hamilton, 3. Earl of Selkirk, 1. Earl of Ruglen und dessen Gattin Anne Kennedy.
Vor 1730 heiratete sie William Douglas, 2. Earl of March. Mit ihm hatte sie einen Sohn, William Douglas. Nach dem Tod ihres ersten Gatten heiratete sie am 2. Januar 1747 Anthony Sawyer. Diese Ehe blieb kinderlos.
Beim Tod ihres Vaters 1744 war ihr älterer Bruder, William Hamilton, Lord Daer (1696–1742), bereits gestorben, daher erbte sie den väterlichen Titel Earl of Ruglen, nebst den nachgeordneten Titeln Viscount of Riccartoun und Lord Hillhouse. Der väterliche Titel Earl of Selkirk, nebst allen weiteren nachgeordneten Titeln, war hingegen nicht in weiblicher Linie vererbbar und fiel deshalb an ihren Neffen 2. Grades Dunbar Douglas. Als sie selbst 1748 starb, fielen ihre Titel an ihren Sohn.